# Martin Schauß

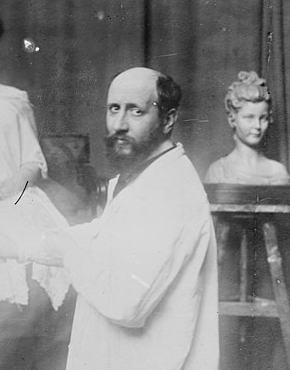
Martin Schauß in seinem Studio

Ferdinand Theodor Martin Schauß (Schreibweise auch Schauss; * 25. September 1867 in Berlin; † 24. Januar 1927 ebenda) war ein deutscher Bildhauer und Medailleur.

## Leben

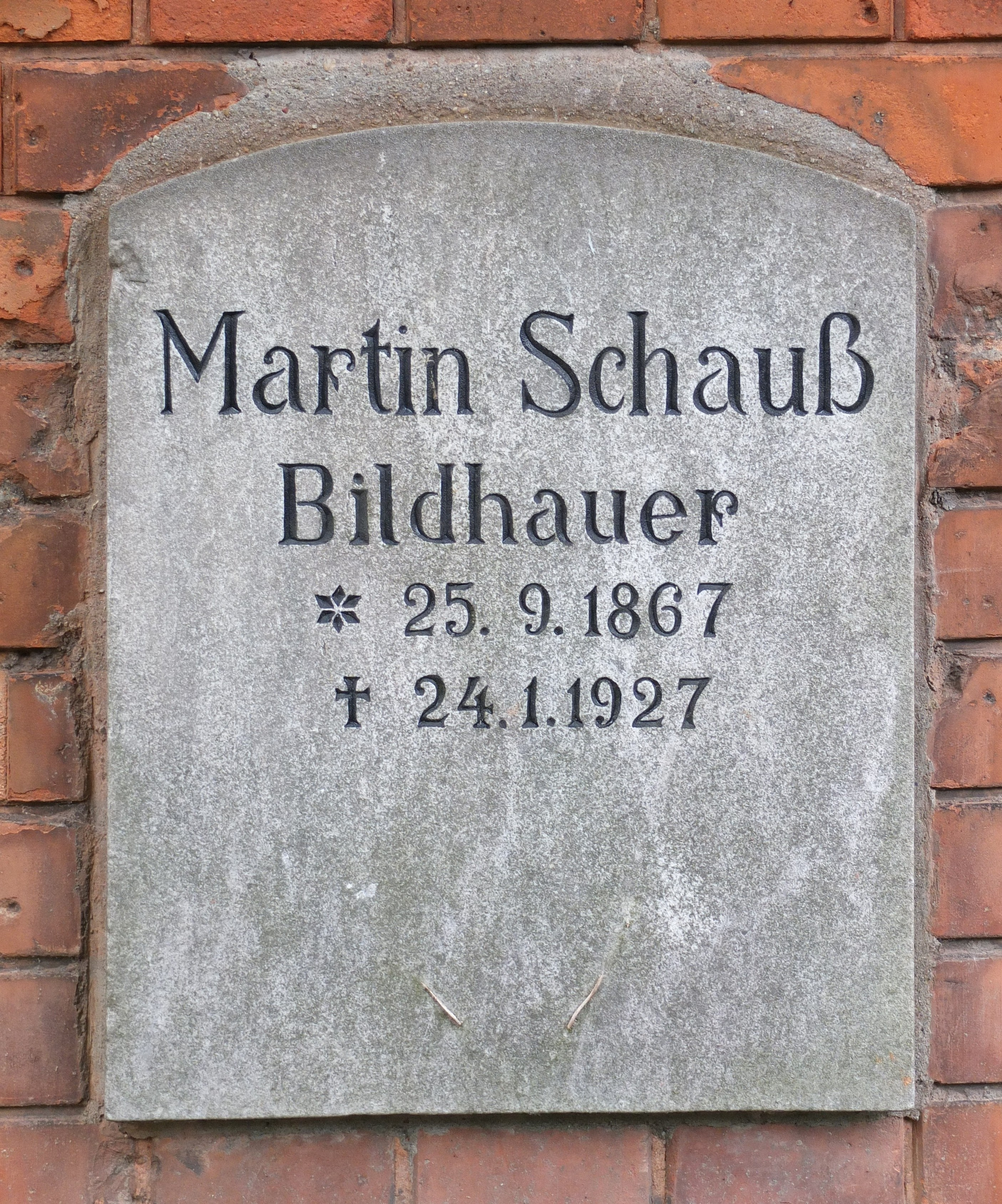
Schmucklose Grabplatte für Martin Schauß am Familiengrab auf dem Französischen Friedhof II

Martin Schauß war der Sohn des Berliner, der französisch-reformierten Gemeinde angehörenden Kaufmanns Charles Emile Schauss (1834 in Berlin; † 1875 in Cannstatt) und dessen Frau Amelie Pauline Marie, geb. Weiss (1846–1931). Der Porträtmaler Ferdinand Schauss war sein Onkel. Nach einer Lehre an der Königlichen Porzellan-Manufaktur Berlin (KPM) absolvierte Schauß von November 1888 bis September 1891 ein Studium der Bildhauerei an der Berliner Akademie der Künste. Hier war er u. a. Schüler von Fritz Schaper und Ernst Herter. Nach dem Studium ging Schauß für mehrere Jahre (1892–1895) zur Fortbildung nach Paris, wo er bei den Medailleuren Henri Chapu und Denys Puech an der Académie Julian studierte. Zurück in Berlin arbeitete Schauß für ein Jahr bei der KPM. Nach dem Gewinn des „Großen Staatspreises“ der Berliner Akademie im Jahr 1897 folgte ab 1898 ein anderthalbjähriger Rom-Aufenthalt in der Villa Strohl-Fern. Seit 1899 arbeitete Schauß als freier Bildhauer in Berlin. Sein Atelier befand sich im Gartenhaus An der Apostelkirche 3 im heutigen Berliner Ortsteil Schöneberg. Er wurde im Jahre 1900 Mitglied der Berliner Freimaurerloge Zum goldenen Pflug.
Seit 1893 zeigte Schauß seine Werke regelmäßig auf der jährlich für mehrere Monate stattfindenden Großen Berliner Kunstausstellung. Eine Unterbrechung fand in den Jahren 1900 und 1901 statt. In dieser Periode war Schauß kurzzeitig Mitglied der Berliner Secession und zeigte seine Werke auf der eigenen Ausstellung dieser Künstlervereinigung. Ab 1902 war er wieder auf der Großen Berliner Kunstausstellung vertreten und 1905 sogar vom Verein Berliner Künstler in die  Aufnahme- und Anordnungs-Kommission der Ausstellung gewählt. 1907 wurde auf der Großen Berliner Kunstausstellung eine kleine Schauß-Retrospektive mit etwa 20 Bildwerken gezeigt. Schauß bekam aus Anlass dieser Ausstellung von Kaiser Wilhelm II. die „Goldene Medaille für Kunst“ verliehen. 1915 wurde Schauß als zweiter Schriftführer in den Vorstand der Berliner Bildhauervereinigung gewählt.
Schauß galt als Anhänger der von Georg Treu geförderten Polychromie der Plastik. Er selbst unternahm Versuche in der farbigen Materialbehandlung, vor allem mit getöntem Wachs, die postum als „technisch wertvoll“ bezeichnet wurden.
Martin Schauß heiratete 1905 in Ludwigslust Antonie Anna Hermine Kaysel (* 1. September 1881 in Ludwigslust; † 26. November 1974 in Summerland (British Columbia)), Tochter des Ludwigsluster Senators Otto Kaysel und Schwester der Malerin Ottilie Kaysel. Der Ehe, die 1918 geschieden wurde, entstammten der Sohn Hans Peter Joachim Schauß (* 1906) und die Tochter Suse Schauß (* 1908). Schauß verstarb 59-jährig und wurde auf dem Französischen Friedhof II beigesetzt.

## Werke

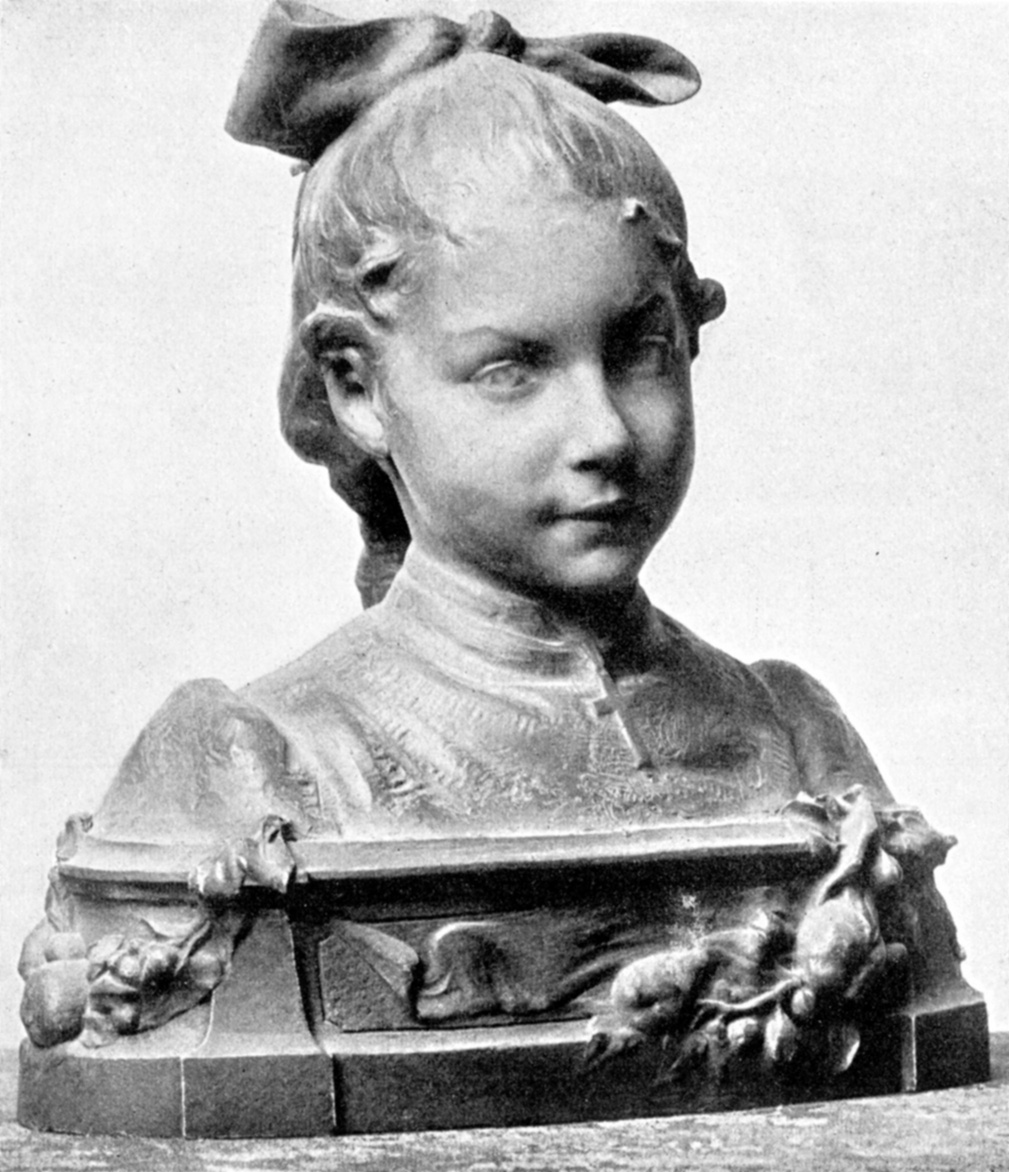
Ivonne (Wachs, 1894)

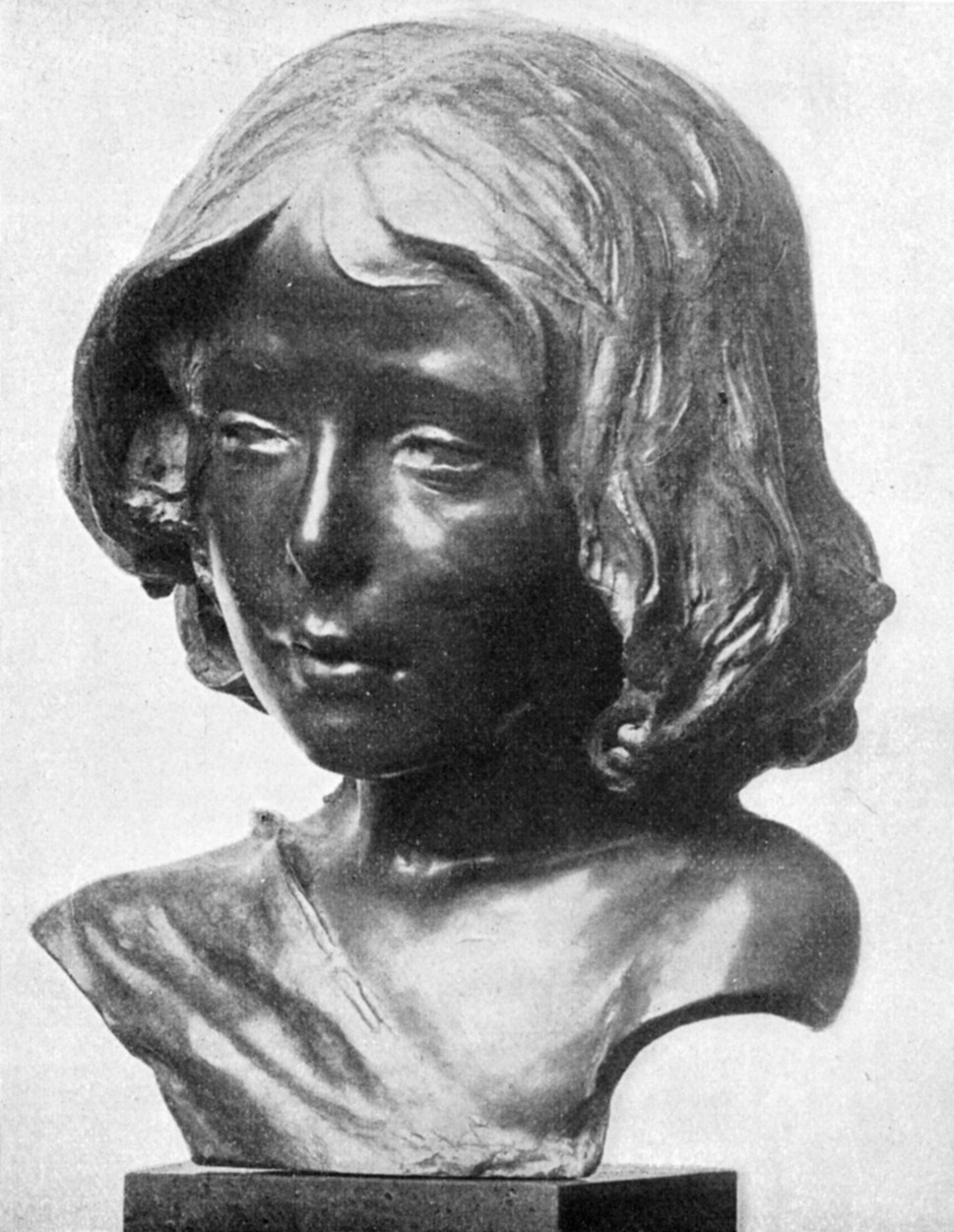
Knabenkopf (Bronze, 1895)

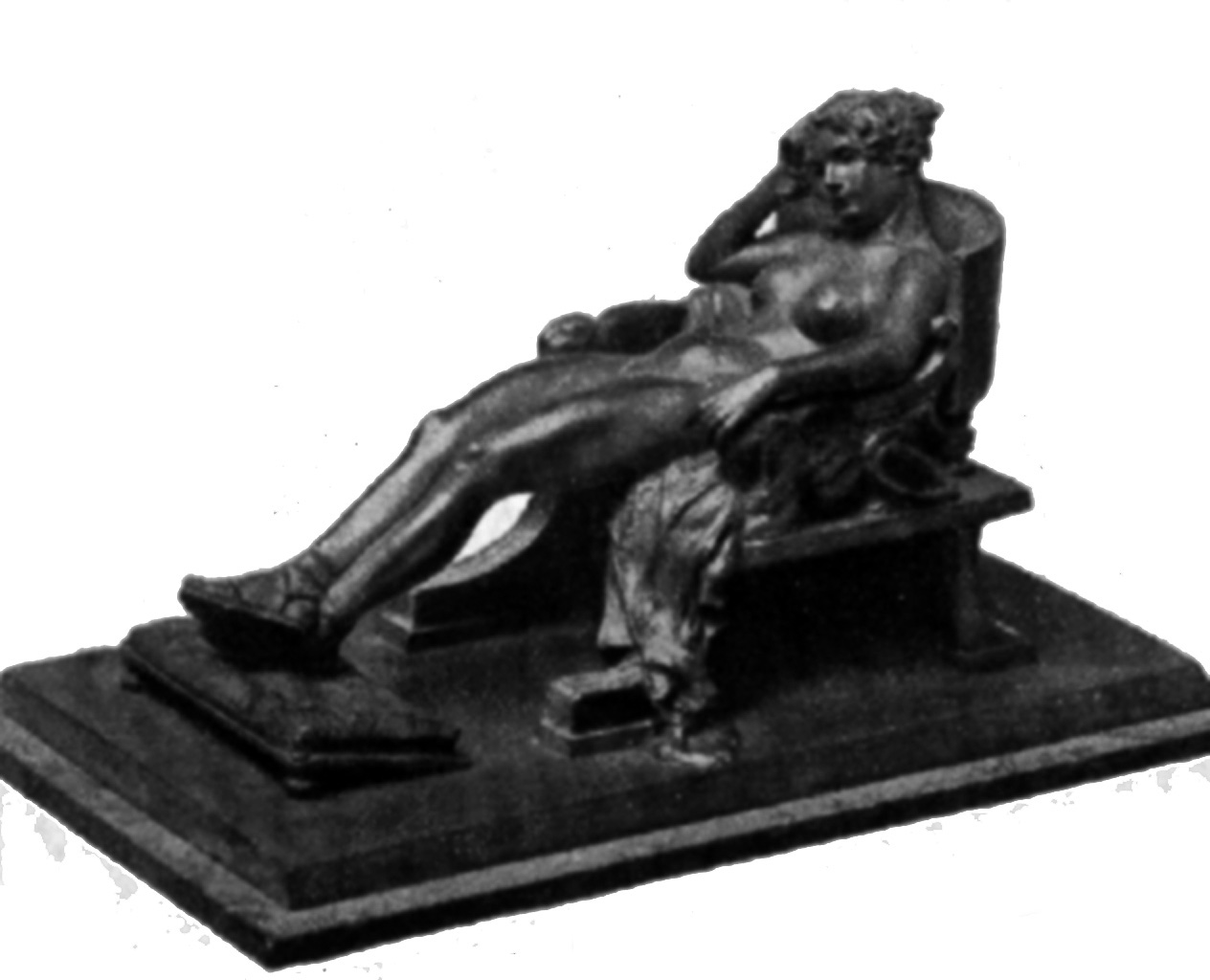
Siesta (Bronze, 1899)

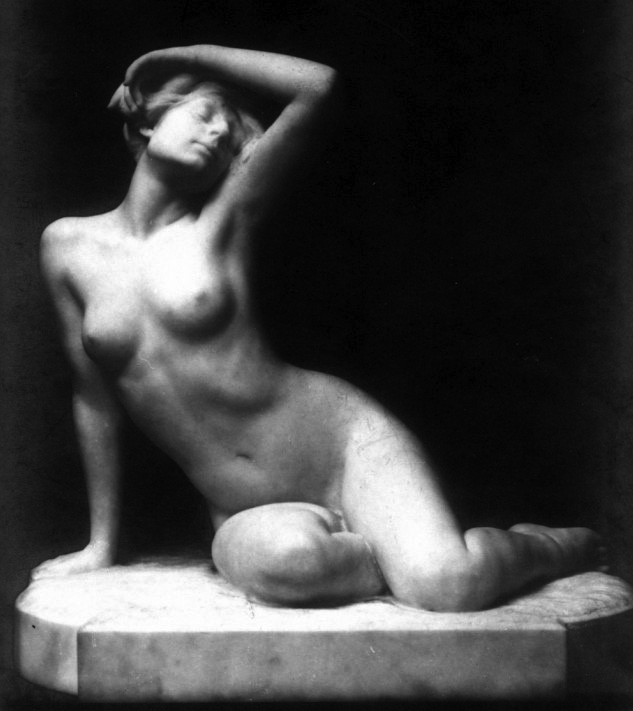
Der Traum (Marmor, 1904)

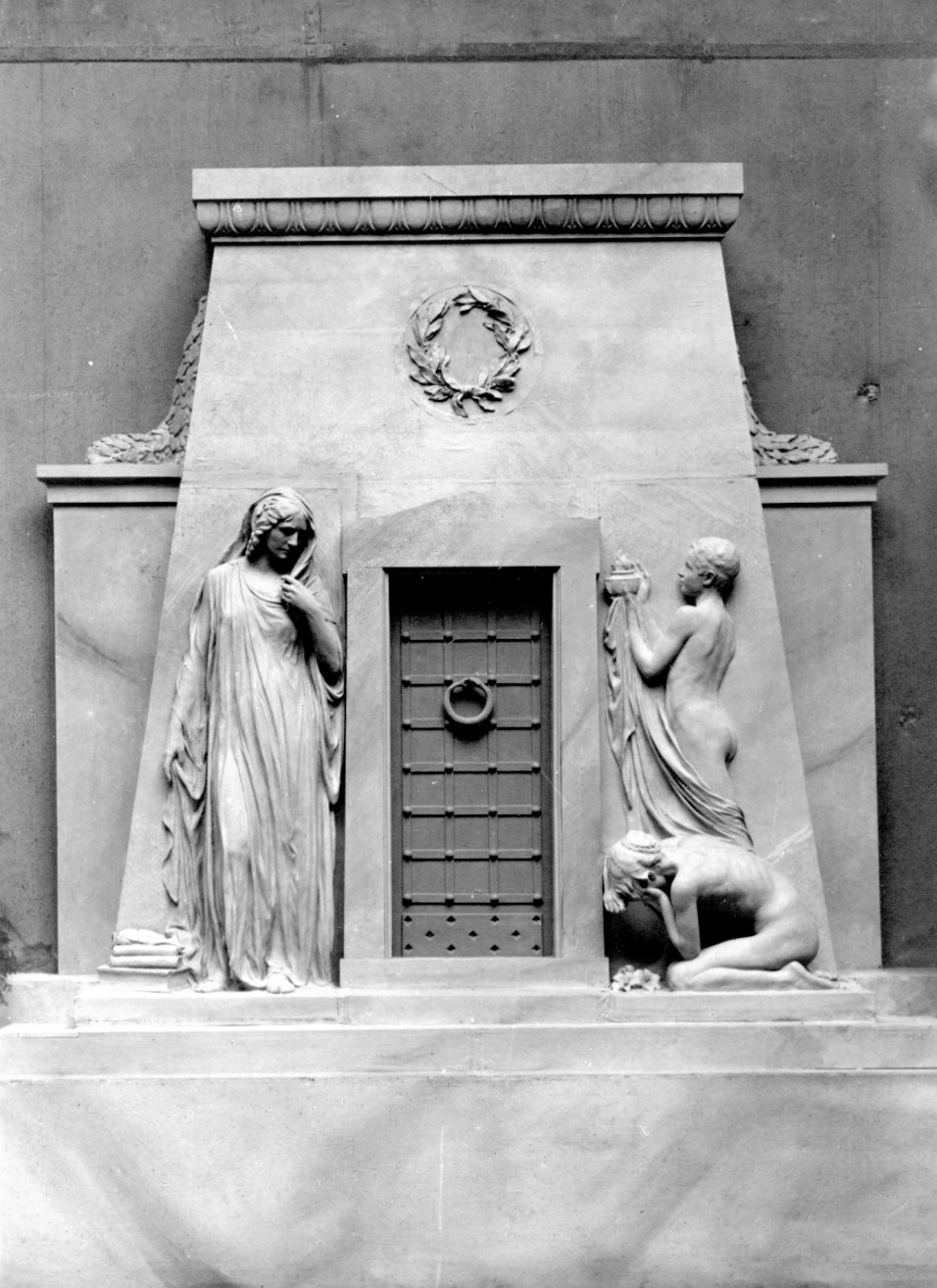
Grabdenkmal (1907)

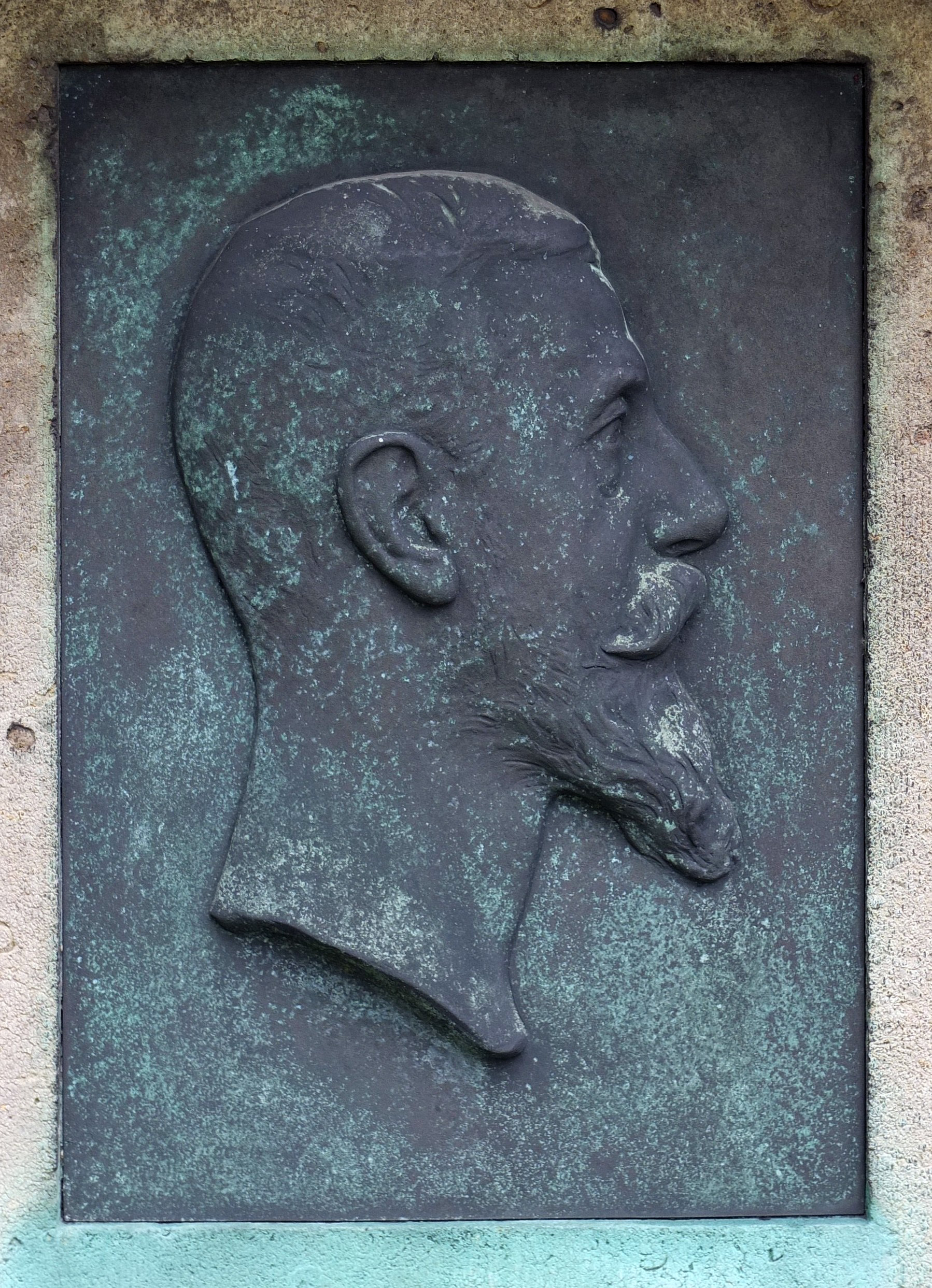
Franz Skarbina (Bronze, 1910)

- Weiblicher Studienkopf (1893). Gezeigt auf der Großen Berliner Kunstausstellung 1893.[10]
- Belauscht (1893). Gezeigt auf der Großen Berliner Kunstausstellung 1893.[10]
- Büste der Frau D. P. (1893). Gezeigt auf der Großen Berliner Kunstausstellung 1893.[10]
- Bildnis S. A. R. Prince Duong-Chaer vom Kambotscha (1894). Gezeigt auf der Großen Berliner Kunstausstellung 1894.[11]
- Knabenbildnis in Wachs (1894). Gezeigt auf der Großen Berliner Kunstausstellung 1894.[11]
- Ivonne (1894,[12] gefärbter Wachs). Gezeigt in Marmor auf der Großen Berliner Kunstausstellung 1894,[11] 1899[13] und 1907.[14]
- Comtesse de Morell (1895, Gips). Gezeigt auf der Großen Berliner Kunstausstellung 1895.[15]
- Sklavin (1895, Gips). Gezeigt auf der Großen Berliner Kunstausstellung 1895[15] und in Bronze 1903.[16]
- In Extase (1895, Terrakotta). Gezeigt auf der Großen Berliner Kunstausstellung 1895.[15]
- Knabenkopf (1895,[17] Bronze). Gezeigt auf der Großen Berliner Kunstausstellung 1903.[16]
- Fräulein Meta Illing (1896, Gips polychrom). Gezeigt auf der Internationalen Kunst-Ausstellung Berlin 1896.[18]
- St. Johann – St. Caecilie (1896, Bronze). Gezeigt auf der Internationalen Kunst-Ausstellung Berlin 1896.[18]
- Büste des Herrn Stadtverordnetenvorsteher Dr. Langerhans (1897, Gips polychrom). Gezeigt auf der Großen Berliner Kunstausstellung 1897.[19]
- Büste des Herrn Hans Bohrdt (1897, Bronze). Gezeigt auf der Großen Berliner Kunstausstellung 1897.[19]
- Büste der Frau E. (1897, Gips getönt). Gezeigt auf der Großen Berliner Kunstausstellung 1897.[19]
- Bronzestatuette (1897). Gezeigt auf der Großen Berliner Kunstausstellung 1897.[19]
- Weibliche Büste (1898, Gips). Gezeigt auf der Großen Berliner Kunstausstellung 1898.[20]
- Zur Eisbahn (1898, Bronze).  Gezeigt auf der Großen Berliner Kunstausstellung 1898.[20]
- Cœur-Dame (1898, Elfenbein).[21]
- Friedensengel (1899, Grabfigur aus Marmor). Gezeigt auf der Großen Berliner Kunstausstellung 1899[13] und in Bronze 1902.[22] Die Marmorausführung wurde auf dem Familiengrab Scheck auf dem St.-Matthias-Friedhof aufgestellt.
- Siesta (1899, Bronzestatuette). Gezeigt auf der Großen Berliner Kunstausstellung 1899,[13] als Elfenbeinstatuette 1907[14] und als Holzskulptur 1912.[23]
- Victoria (1899,[24] vergoldete Bronzestatuette). Gezeigt auf der Großen Berliner Kunstausstellung 1907.[14]
- Büste  (1900, roter Marmor, Bronze, Silber und Elfenbein). Gezeigt auf der Zweiten Kunstausstellung der Berliner Secession 1900.[4]
- Schweigen (1900, Silberstatuette). Gezeigt auf der Zweiten Kunstausstellung der Berliner Secession 1900.[4]
- Erinnerungen (1901). Gezeigt auf der Dritten Kunstausstellung der Berliner Secession 1901.[25]
- Bildnisbüste des Herrn Prof. F. Schauß (1902). Gezeigt auf der Großen Berliner Kunstausstellung 1902.[22]
- Bildnisbüste des Herrn Malers M. Schlichting (1902). Gezeigt auf der Großen Berliner Kunstausstellung 1902.[22]
- Bildnisbüste des Herrn Professors Franz Skarbina, Berlin (1903, Bronze). Gezeigt auf der Großen Berliner Kunstausstellung 1903,[16] 1907[14] und 1913.[26] Die Büste befand sich in der Sammlung der Preußischen Akademie der Künste, ist jedoch dem Zweiten Weltkrieg zum Opfer gefallen.[27]
- Bildnisbüste des Herrn Professors Georg Meyn, Berlin (1903, Bronze). Gezeigt auf der Großen Berliner Kunstausstellung 1903[16] und 1907.[14]
- Ein Traum (1904, Marmor). Gezeigt auf der Großen Berliner Kunstausstellung 1904[28] und 1907[14] sowie in Bronze 1908.[29]
- Bildnisbüste Prof. Hans Herrmann, Berlin (1904, Bronze). Gezeigt auf der Großen Berliner Kunstausstellung 1904[28] und 1907.[14]
- Alexandra (1904, Bronzebüste). Gezeigt auf der Großen Berliner Kunstausstellung 1904.[28]
- Bildnisbüste Eva Krause (1905, Marmor). Gezeigt auf der Großen Berliner Kunstausstellung 1905[30] und 1907.[14]
- Siesta (1905, Elfenbein). Gezeigt auf der Großen Berliner Kunstausstellung 1905.[30]
- Kinderrelief, Prof. Meyn. Gezeigt auf der Großen Berliner Kunstausstellung 1905.[30]
- Attika-Figuren auf dem Westgiebel der Französischen Kirche (1905, zusammen mit Ernst Müller-Braunschweig und Georges Morin).[31]
- Büste des Prof. Franz Riegel, Gießen. Gezeigt auf der Großen Berliner Kunstausstellung 1906.[32]
- Büste Frau Bankdirektor Ahrens (1906, Marmor). Gezeigt auf der Großen Berliner Kunstausstellung 1906.[32]
- Lieselotte (1906, Bildnisrelief). Gezeigt auf der Großen Berliner Kunstausstellung 1906.[32]
- Grabdenkmal (1907, Modell). Gezeigt auf der Großen Berliner Kunstausstellung 1907.[14] Umgesetzt als Grabmal für Franz Riegel (1907)[33] auf dem Neuen Friedhof in Gießen.[34]
- Nemesis (1907, Rosso-antico-Elfenbein). Gezeigt auf der Großen Berliner Kunstausstellung 1907.[14]
- Geh.-Rat Professor Hermann Prell (1907, Bronzebüste). Gezeigt auf der Großen Berliner Kunstausstellung 1907.[14] Heute Bestandteil der Skulpturensammlung der Nationalgalerie Berlin[7] und der Staatlichen Kunstsammlungen Dresden.[35]
- Hannepeter (1907, Wachsbüste). Gezeigt auf der Großen Berliner Kunstausstellung 1907.[14]
- Gebannt (1907, Bronzestatue). Gezeigt auf der Großen Berliner Kunstausstellung 1907.[14]
- Senator O'Swald, Hamburg (1907, Porträtstudie). Gezeigt auf der Großen Berliner Kunstausstellung 1907.[14]
- Miss D. (1907, Wachsstatuette). Gezeigt auf der Großen Berliner Kunstausstellung 1907.[14]
- Vergebliche Liebesmüh (1907, Bronzestatuette). Gezeigt auf der Großen Berliner Kunstausstellung 1907.[14]
- Jutta (1907, Kinderrelief in Zinn). Gezeigt auf der Großen Berliner Kunstausstellung 1907.[14]
- Hermann Prell (1907, Plakette in Bronzeguss). Gezeigt auf der Großen Berliner Kunstausstellung 1907.[14] Heute Bestandteil der Staatlichen Kunstsammlungen Dresden.[36]
- Frh. v. Richthofen (1907, Plakette in Bronzeguss). Gezeigt auf der Großen Berliner Kunstausstellung 1907.[14]
- Schlafendes Kind (1907, Plakette in Bronzeguss). Gezeigt auf der Großen Berliner Kunstausstellung 1907.[14]
- Robert Bohlmann (1907, Plakette in Bronzeguss). Gezeigt auf der Großen Berliner Kunstausstellung 1907.[14]
- Frau Prell (1907, Plakette in Zinnguss). Gezeigt auf der Großen Berliner Kunstausstellung 1907.[14]
- Weiblicher Kopf (1907, Plakette in Wachs). Gezeigt auf der Großen Berliner Kunstausstellung 1907.[14]
- Ältere Dame (1908, Marmorbüste). Gezeigt auf der Großen Berliner Kunstausstellung 1908.[29]
- Dr. Grossmann (1908). Gezeigt auf der Großen Berliner Kunstausstellung 1908.[29]
- Goethe (1908, Bronze). Gezeigt auf der Großen Berliner Kunstausstellung 1908.[29]
- Prof. Bernh. Büchsenschütz (1909). Gezeigt auf der Großen Berliner Kunstausstellung 1909.[37]
- Kinderporträt (1909, Büste). Gezeigt auf der Großen Berliner Kunstausstellung 1909.[37]
- Cäsar Flaischlen (1910, Bronze). Gezeigt auf der Großen Berliner Kunstausstellung 1910.[38]
- Relief Franz Skarbina (1910, Bronze). Das Relief ziert den Grabstein von Franz Skarbina auf dem Alten St. Jacobi-Friedhof in Berlin-Neukölln.
- Hilde (1912, farbige Wachsplastik). Gezeigt auf der Großen Berliner Kunstausstellung 1912.[23] Heute Bestandteil der Skulpturensammlung der Nationalgalerie Berlin.[7]
- Elisabeth, Herzogin Johnn-Albrecht zu Mecklenburg (1912, farbige Wachsplastik). Gezeigt auf der Großen Berliner Kunstausstellung 1912.[23]
- Eva (1913, Bronze). Gezeigt auf der Großen Berliner Kunstausstellung 1913.[26]
- Frau E. S. (1913, Wachs). Gezeigt auf der Großen Berliner Kunstausstellung 1913.[26]
- Ännchen (1914, Wachsplastik). Gezeigt auf der Großen Berliner Kunstausstellung 1914.[39]
- Grabdenkmal in Stein (1914). Gezeigt auf der Großen Berliner Kunstausstellung 1914.[39]
- Medaille Viktoria-Luise (1915, Bronze). Heute Bestandteil der Sammlung des Münzkabinetts Berlin.[40]
- Medaille Ernst Dryander (1915, Bronze). Heute Bestandteil der Sammlung des Münzkabinetts Berlin.[41]
- Adler auf Stein (1916, Gips). Gezeigt auf der Großen Berliner Kunstausstellung 1916.[42]
- Grabtondo Karl Pollnow (um 1921, Bronze). Für das Grab von Pollnows Tochter auf dem Georgen-Parochial-Friedhof II.
- Bildnis B. S. (1925, Wachs). Gezeigt auf der Großen Berliner Kunstausstellung 1925.[43]

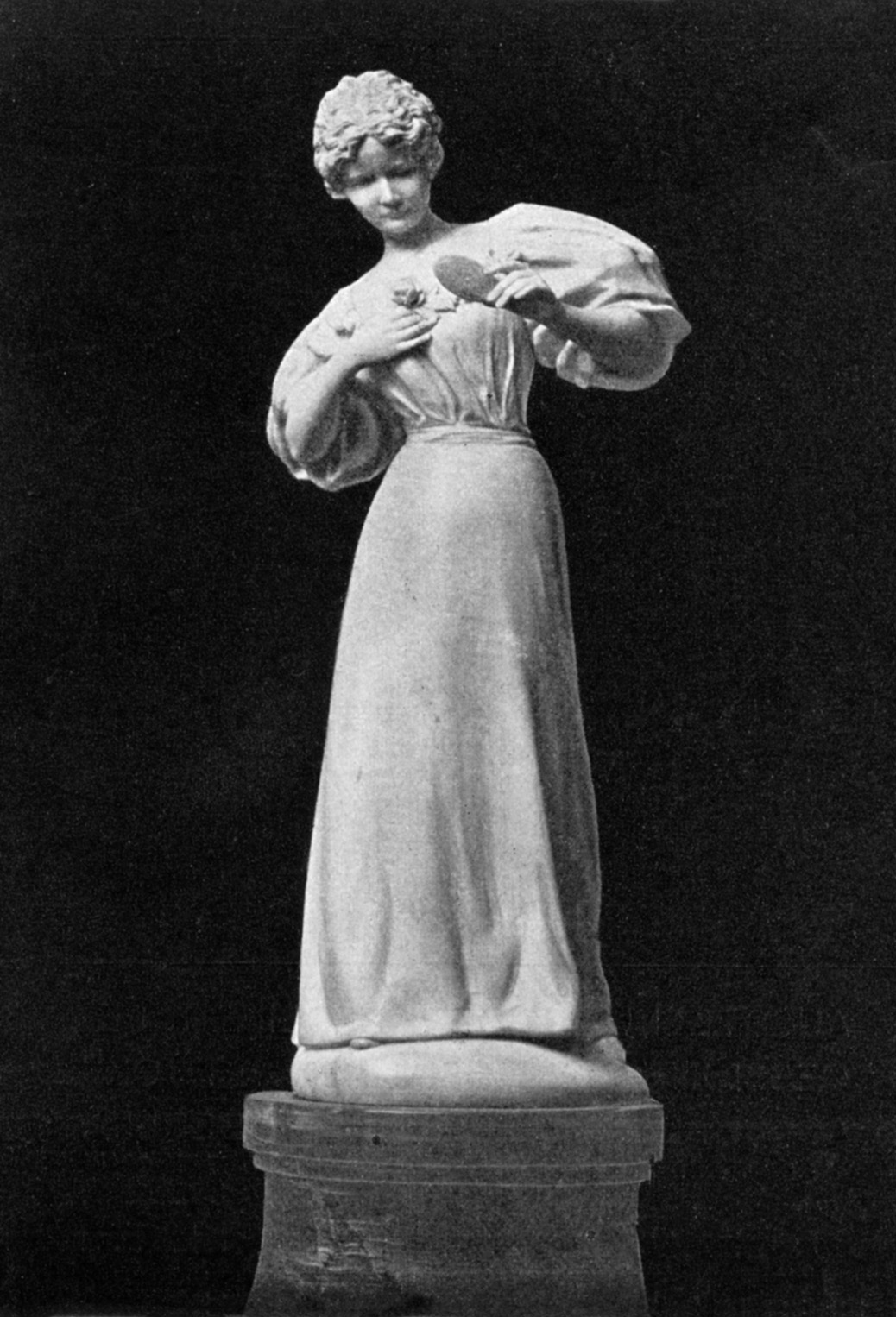
Coeur-Dame (Elfenbein, 1898)
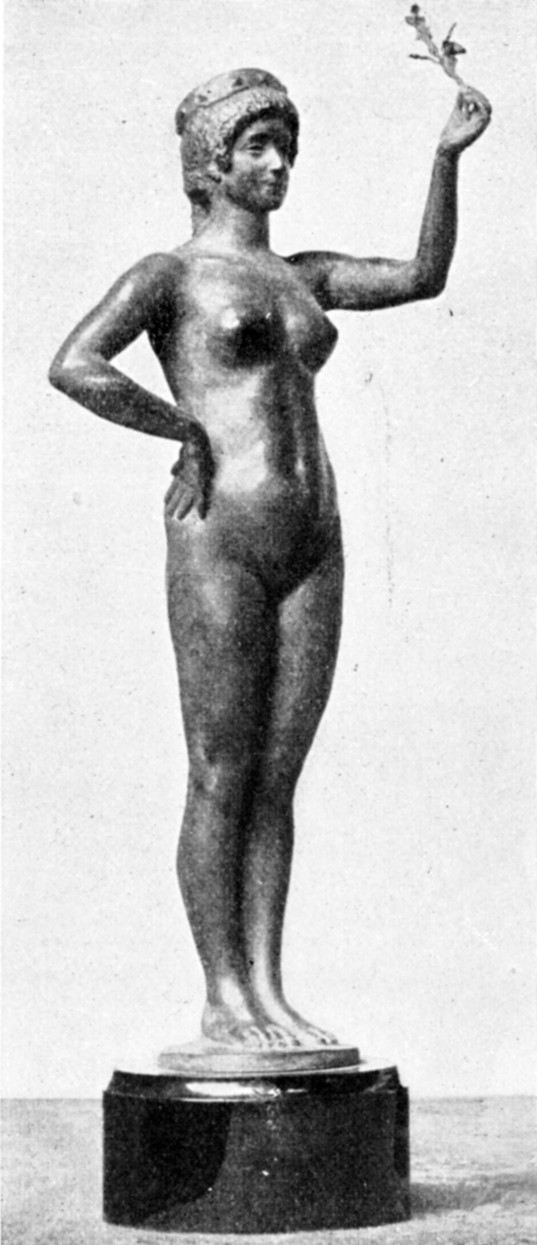
Viktoria (vergoldete Bronze, 1899)
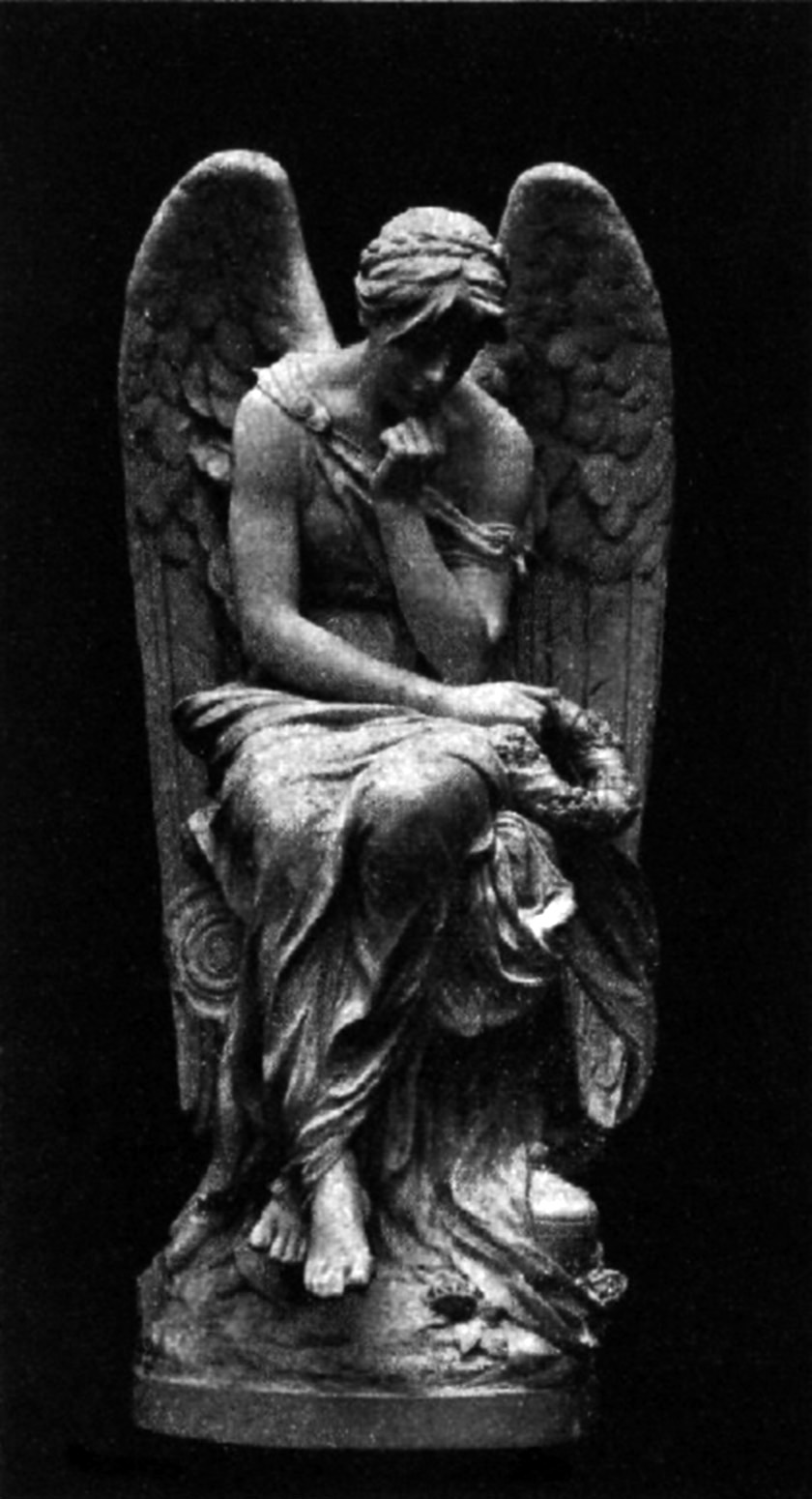
Friedensengel (Marmor, 1899)
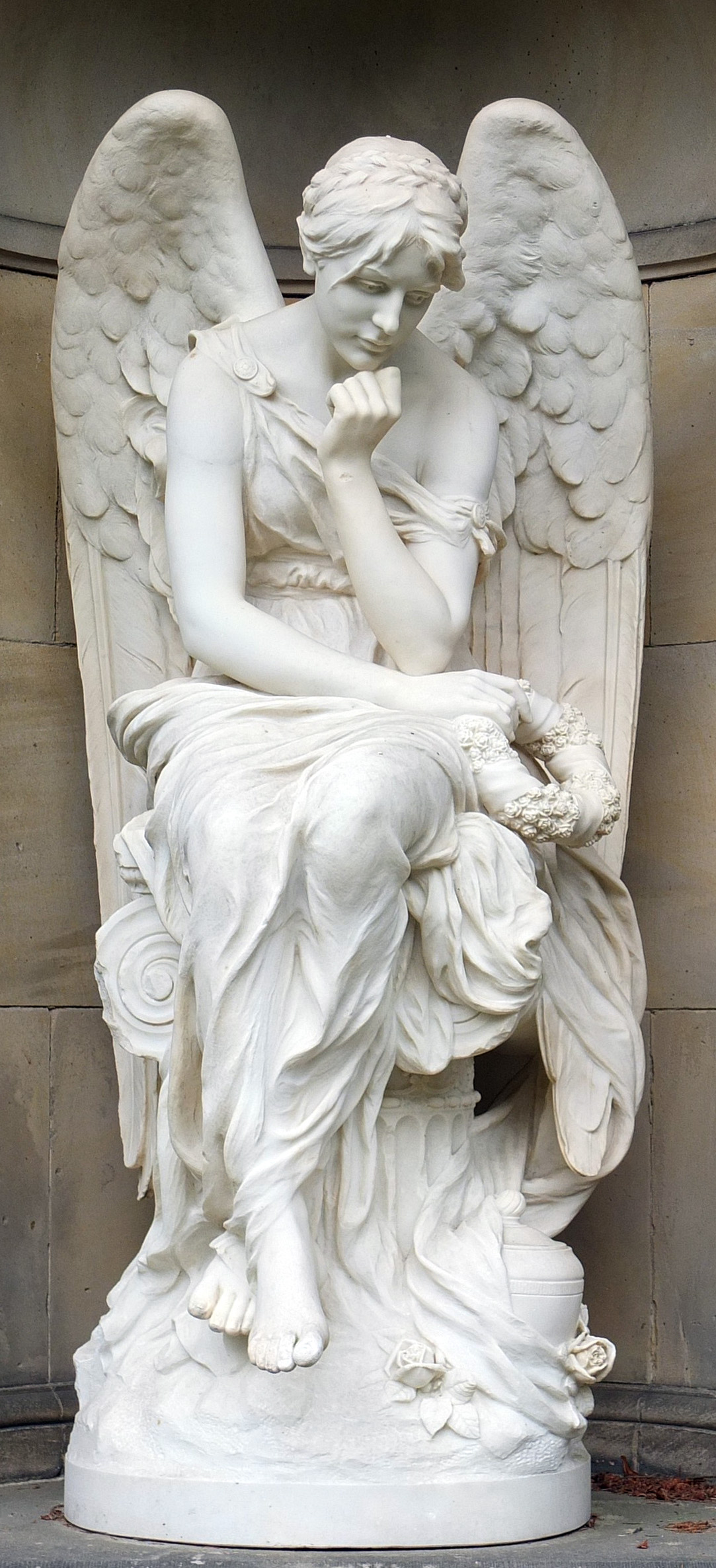
Friedensengel auf dem St.-Matthias-Friedhof
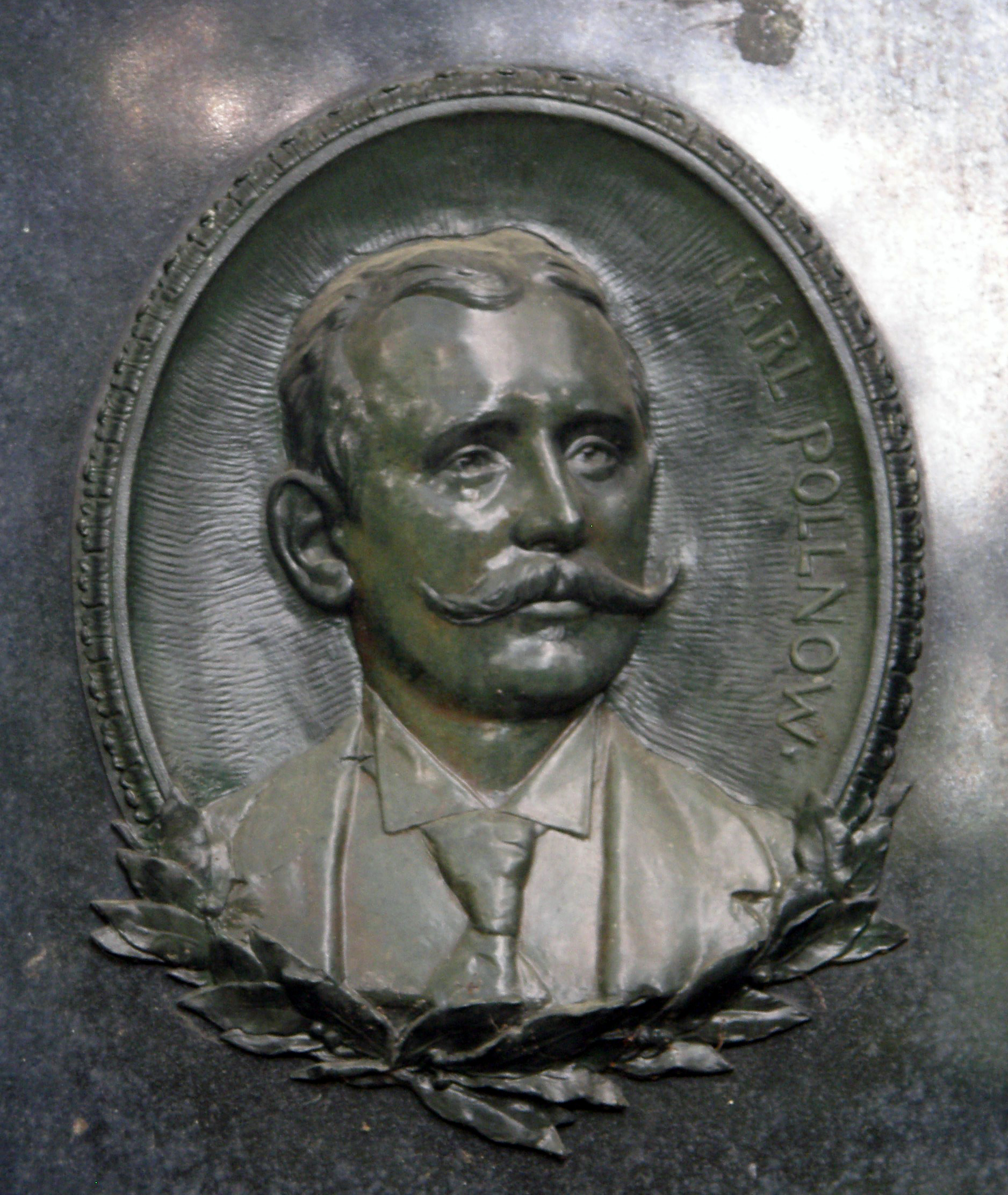
Grabtondo Karl Pollnow auf dem Georgen-Parochial-Friedhof II

## Veröffentlichungen
- Die Leonardische Flora. Eine Fälschung aus dem 19. Jahrhundert. Studien eines Künstlers. Mit einer chemischen Untersuchung von Dr. Georg Pinkus. O. Wigand, Leipzig 1910 (Digitalisat)

## Belege
1. ↑  Künstler. Martin Schauss. Deutsche Gesellschaft für Medaillenkunst e. V., abgerufen am 10. Juli 2014.
2. ↑  Sterberegister Standesamt Berlin-Schöneberg II, Nr. C 107/1927.
3. ↑  Zu unseren Bildern. In: Berliner Architekturwelt. Nr. 8, November 1899, S. 299–300 (zlb.de).
4. 1 2 3  Katalog der Zweiten Kunstausstellung der Berliner Secession 1900. archive.org.
5. ↑  Personal-Nachrichten. In: Die Kunst für alle, 1. August 1907, 22. Jahrgang, Nr. 22, S. 536.
6. ↑  Dies und Das. In: Berliner Architekturwelt. Nr. 3, Juni 1915, S. 120 (zlb.de – Nachrichten über Fachgenossen).
7. 1 2 3  Bernhard Maaz (Hrsg.): Nationalgalerie Berlin, das XIX. Jahrhundert: Bestandskatalog der Skulpturen. Verlag E. A. Seemann, Berlin 2006, S. 738 f.
8. ↑  Ausstellungskatalog Hundert Jahre Berliner Kunst / Im Schaffen des Vereins Berliner Künstler 1929, S. 210.
9. ↑  Eheregister, Standesamt Ludwigslust, Nr. B 16/1905;
 Tod der Antonie Schauss-Kaysel: British Columbia Vital Statistics Agency, Nr. 1974-09-017795;
 Sohn: Geburtsregister, Standesamt Berlin-Schöneberg I, Nr. A 743/1906;
Tochter: Mecklenburg-Schwerin, Census 1919, Ludwigslust (Haushalt Otto Kaysel). Daten abgerufen über ancestry.com.
10. 1 2 3  Katalog der Großen Berliner Kunstausstellung 1893
11. 1 2 3  Katalog der Großen Berliner Kunstausstellung 1894
12. ↑  Ivonne. In: Berliner Architekturwelt. Nr. 7, Oktober 1902, S. 238 (zlb.de).
13. 1 2 3  Katalog der Großen Berliner Kunstausstellung 1899
14. 1 2 3 4 5 6 7 8 9 10 11 12 13 14 15 16 17 18 19 20 21 22 23  Katalog der Großen Berliner Kunstausstellung 1907
15. 1 2 3  Katalog der Großen Berliner Kunstausstellung 1895
16. 1 2 3 4  Katalog der Großen Berliner Kunstausstellung 1903
17. ↑  Knabenkopf. In: Berliner Architekturwelt. Nr. 7, Oktober 1902, S. 238 (zlb.de).
18. 1 2  Katalog der Internationalen Kunst-Ausstellung Berlin 1896
19. 1 2 3 4  Katalog der Großen Berliner Kunstausstellung 1897
20. 1 2  Katalog der Großen Berliner Kunstausstellung 1898
21. ↑  Cœur-Dame. In: Berliner Architekturwelt. Nr. 7, Oktober 1902, S. 239 (zlb.de).
22. 1 2 3  Katalog der Großen Berliner Kunstausstellung 1902
23. 1 2 3  Katalog der Großen Berliner Kunstausstellung 1912
24. ↑  Victoria. In: Berliner Architekturwelt. Nr. 7, Oktober 1902, S. 238 (zlb.de).
25. ↑  Katalog der Dritten Kunstausstellung der Berliner Secession 1901. archive.org.
26. 1 2 3  Katalog der Großen Berliner Kunstausstellung 1913
27. ↑  Kriegsverluste der Preußischen Akademie der Künste. (PDF) Hrsg.: Historisches Archiv der Akademie der Künste, Archiv-Blätter 12.
28. 1 2 3  Katalog der Großen Berliner Kunstausstellung 1904
29. 1 2 3 4  Katalog der Großen Berliner Kunstausstellung 1908
30. 1 2 3  Katalog der Großen Berliner Kunstausstellung 1905
31. ↑  Georg Dehio: Handbuch der Deutschen Kunstdenkmäler; Berlin. 3. Auflage, Deutscher Kunstverlag, 2006, S. 47.
32. 1 2 3  Katalog der Großen Berliner Kunstausstellung 1906
33. ↑  Susanne Kähler: Deutsche Bildhauer in Paris / Die Rezeption französischer Skulptur zwischen 1871 und 1914 unter besonderer Berücksichtigung der Berliner Künstlerschaft. Verlag Peter Lang, Frankfurt am Main 1996, S. 237.
34. ↑  Eva Broscheck: Spuren der Berliner Bildhauerschule in Gießen. (PDF) In: Mitteilungen des Oberhessischen Geschichtsvereins Gießen, 80. Jg. (1995), S. 55–58, 109
35. ↑  Büste Hermann Prell (Memento des Originals vom 6. Mai 2014 im Internet Archive)  Info: Der Archivlink wurde automatisch eingesetzt und noch nicht geprüft. Bitte prüfe Original- und Archivlink gemäß Anleitung und entferne dann diesen Hinweis. auf der Website der Staatlichen Kunstsammlungen Dresden.
36. ↑  Plakette Hermann Prell (Memento des Originals vom 6. Mai 2014 im Internet Archive)  Info: Der Archivlink wurde automatisch eingesetzt und noch nicht geprüft. Bitte prüfe Original- und Archivlink gemäß Anleitung und entferne dann diesen Hinweis. auf der Website der Staatlichen Kunstsammlungen Dresden.
37. 1 2  Katalog der Großen Berliner Kunstausstellung 1909
38. ↑  Katalog der Großen Berliner Kunstausstellung 1910
39. 1 2  Katalog der Großen Berliner Kunstausstellung 1914
40. ↑  Schauss, Martin: Victoria Luise Herzogin von Braunschweig-Lüneburg im Interaktiven Katalog des Münzkabinetts.
41. ↑  Inge Kießhauer, Rolf Kießhauer: Bronzenes für Berlin / Auf den Spuren von Denkmälern und Skulpturen aus den Gladenbeckschen Bronzegießereien, Berlin und Friedrichshagen. Friedrichshagener Hefte Nr. 38–40, Berlin 2000, S. 312.
42. ↑  Adler auf Stein (Gips). In: Berliner Architekturwelt. Nr. 4/5, Juli 1916, S. 171 (zlb.de).
43. ↑  Katalog der Großen Berliner Kunstausstellung 1925

| Personendaten    | Personendaten                                                           |
| ---------------- | ----------------------------------------------------------------------- |
| NAME             | Schauß, Martin                                                          |
| ALTERNATIVNAMEN  | Schauss, Martin; Schauss, Ferdinand Theodor Martin (vollständiger Name) |
| KURZBESCHREIBUNG | deutscher Bildhauer und Medailleur                                      |
| GEBURTSDATUM     | 25. September 1867                                                      |
| GEBURTSORT       | Berlin                                                                  |
| STERBEDATUM      | 24. Januar 1927                                                         |
| STERBEORT        | Berlin                                                                  |